# Nice值
Nice值是类UNIX操作系统中表示静态优先级的数值。每个进程都有自己的静态优先级，优先级高的进程得以优先运行。
Nice值的范围是-20~+19，拥有Nice值越大的进程的实际优先级越小（即Nice值为+19的进程优先级最小，为-20的进程优先级最大），默认的Nice值是0。由于Nice值是静态优先级，所以一经设定，就不会再被内核修改，直到被重新设定。Nice值只起干预CPU时间分配的作用，实际中的细节，由动态优先级决定。
「Nice值」这个名称来自英文单词nice，意思为友好。Nice值越高，这个进程越「友好」，就会让给其他进程越多的时间。